# 1187
1187 (MCLXXXVII) je bilo navadno leto, ki se je po julijanskem koledarju začelo na četrtek.

## Dogodki

### Padec Jeruzalema in preludij v tretjo križarsko vojno
- april - Rajmond III. Tripolitanski, ki se nahaja v soprogini utrdbi v Tiberiji ob Galilejskem jezeru, dovoli prehod manjši Saladinovi izvidnici čez svoje ozemlje. Upa namreč na podporo Saladina v notranjih spopadih za jeruzalemski prestol.↓
- 1. maj → Bitka pri Cressonu: Saladinova "izvidinica", ki šteje čez tisoč konjenikov, po naključju naleti na mnogo manjšo diplomatsko misijo, ki jo je poslal jeruzalemski kralj Gvido Lusignanski, da bi se pobotal z Rajmondom. Le redki križarji ubežijo.
  - V bitki pade Roger de Moulins, veliki mojster vitezov hospitalcev. Ker v izrednih razmerah, ki sledijo, ni volitev, njegove dolžnosti prevzame namestnik Armengaut de Aspe.
  - Rajmond se pokesa za napako in prizna Gvida Lusignanskega za kralja.
- 2. julij - Saladin začne oblegati mesto Tiberija, ki ga brani Rajmondova soproga grofica Ešiva, in ga še istega dne zavzame z izjemo citadele. Na jeruzalemskem dvoru prevlada odločitev, da je mestu treba pomagati še preden pade citadela.
- 4. julij - Bitka pri Hattinu: Saladinova vojska odločilno porazi križarsko vojsko, ki jo vodi kralj Gvido Lusignanski. Med ujetimi so poleg kralja še njegov brat Amalrik, Rejnald Chatillionski, Humfrej IV. Toronski, veliki mojster templarjev Gerard de Ridefort, Viljem V. Montferraški in še nekaj ostalih križarskih imenitnikov.
  - Saladin lastoročno odseka glavo najbolj problematičnemu križarju Rejnaldu Chatillionskemu. Trdnjavi Al-Karak in Montreal, ki sta popolnoma izolirani od križarjev na obali, še naslednji dve leti brani njegova soproga Stephanie de Milly. Obglavljanje doleti tudi vse ujete viteze templarje in hospitalce.
- 5. julij - Grofica Ešiva, soproga tripolitanskega grofa Rajmonda IV., preda Saladinu še citadelo v Tiberiji.
- Do sredine septembra se Saladinu predajo mesta Akra, Nablus, Jafa, Toron, Sidon (29. julij), Bejrut, Arsuf, Cezarejo in Askalon (4. september).
  - Konrad Montferraški, ki je zapustil politično prevroči Konstantinopel, organizira odpor v Tiru, zadnjem večjem in močno utrjenem križarskemu pristanišču, ki se je lahko branilo tako z morja kot s kopnega.
- 20. september - Začetek obleganja Jeruzalema. Obrambo v mestu organizirajo Balian Ibelinski, kraljica Sibila in jeruzalemski patriarh Heraklij s peščico preživelih vitezov in za boj sposobnim civilisti.↓
- 2. oktober → Balian Ibelinski se izpogaja za predajo. Saladin po 88 letih križarske oblasti osvoji Jeruzalem, večino prebivalstva, ki se ne more odkupiti, zasužnji.
- 20. oktober - Umre papež Urban III., menda ob novici, ko je izvedel za padec Jeruzalema. Naslednji dan ga nasledi novi papež Gregor VIII., 173. papež po seznamu.[1]
- 29. oktober - Papež Gregor VIII. objavi bulo Audita tremendi, s katero napove tretjo križarsko vojno.

- oktober - Preminuli tripolitanski grof Rajmond III., ki je od vseh naporov hudo zbolel, prepusti grofijo svojemu krščencu Rajmondu Antiohijskemu, vendar dobi nadzor nad grofijo njegov oče in knez Bohemond III. Antiohijski.
- november - Saladin ponovno poskusi z obleganjem Tira. Konrad Montferraški v tem času mesto, v katerem se tare beguncev, še bolje utrdi.
- 17. december - Huda vročica pogubi papeža Gregorja VIII. Čez dva dni ga nasledi papež Klemen III., 174. papež po seznamu.[2] 1188 ↔
- 30. december - Križarska pomorska protiofenziva okoli obleganega mesta Tir. Križarjem uspe zajeti več Saladinovih galej. Istočasno izvedejo izpad in prisilijo Saladina v hiter umik, zato je prisiljen požgati oblegovalne naprave.
- V angleški in francoski kralj uvedeta ti. Saladinov davek, s katerim naj bi financirali nov križarski pohod za ponovno zasedbo Jeruzalema.

### Ostalo
- 23. januar - Umrlega vzhodnopomeranskega (Pomerelija) vojvodo Subislava I. nasledi sin Sambor I.
- februar - Bizantinski cesar Izak Angel obnovi Benečanom trgovske priviliegije v zameno za prenovo in izgradnjo bizantinske flote.
- 28. marec - Umrlega pomeranskega vojvodo Bogislava I. nasledi sin Bogislav II.
- 6. maj - Umrlega kneza Kilikijske Armenije Ruben III. nasledi brat Leon I.
- junij - Francoski kralj Filip II. vdre v sporno grofijo Berry, vendar se sporazume z angleškim kraljem Henrikom II., ki mu preda dve trdnjavi. Prav tako poskuša Filip pospešiti zdrahe med kraljem in njegovima upornima sinovoma Rihardom in Ivanom.
- 24. junij - Almohadski kalif Jakub al-Mansur izžene balearske Almoravide iz Gafse in Gabesa (današnja Tunizija).
- Prva omemba Innsbrucka.
- Genova odvzame Pisi nadzor nad korziškim pristaniščem Bonifacio.
- Firence zavzamejo sosednje mesto Empoli.
- Estonski pirati oplenijo švedsko trgovsko mesto Sigtuna.
- Bizantinsko cesarstvo: Aleksej Branas, že četrti general, ki ga cesar Izak II. Angel pošlje proti upornim Bolgarom, se  obrne proti cesarju. Namero mu prepreči cesarjev svak Konrad Montferraški.↓
- → Bizantinci zabeležijo še nekaj zmag proti bolgarskim upornikom, vendar ostane jedro upora, ki ga vodita Peter in Asen, nedotaknjeno.
- Horezmijski sultan Ala ad-Din Tekeš osvoji Nishapur, del seldžuškega sultanata.
- Indokina: kmerski kralj Džajavarman VII. odvrne še en poskus vdora obalnih Čamov.
- Indija: perzijski guridski sultan Muhammad Ghūrī osvoji Pandžab.
- Japonska: japonski budistični menih Eisai iz šole Tendai se ponovno vrne na Kitajsko za daljši čas, da se izuri v zen (čan) budizmu šole Rinzai (Lindži).

## Rojstva
- 23. februar - Peter Portugalski, grof Urgella, baron Majorke († 1258)
- 29. marec - Artur I., bretonski vojvoda († 1203)
- 5. september - Ludvik VIII., francoski kralj († 1226)

Neznan datum
- Ela, 3. grofica Salisbury, angleška plemkinja († 1261)
- Konrad I. Mazovski, vojvoda Mazovije, poljski nadvojvoda († 1247)
- Vladimir IV. Rurikovič, kijevski veliki knez († 1239)

## Smrti
- 23. januar - Subislav I., vojvoda Pomerelije (* 1130)
- 28. marec - Bogislav I., vojvoda Pomeranije (* 1130)
- 1. maj - Roger de Moulins, 8. veliki mojster vitezov hospitalcev
- 6. maj - Ruben III., knez Armenske Kiklije (* 1145)
- 4. julij:
  - Rejnald Chatillionski, antiohijski knez, baron Transjordanije (* 1125)
  - Rufinus, škof Akona
  - Nikazij Sicilski, vitez hospitalec, svetnik (* 1135)
- 20. oktober - papež Urban III.
- 9. november - cesar Gaozong, dinastija Song (* 1107)
- 17. december - papež Gregor VIII. (* 1100)

Neznan datum
- Aleksij Aksuh, bizantinski general (* 1105)
- Baldvin Ibelinski, križar, baron Ramle (* 1130)
- Evdoksija Izjaslavna Kijevska, poljska velika vojvodinja (* okoli 1131)
- Gerard iz Cremone, italijanski prevajalec, astrolog in astronom  (* 1114)
- Konstantin Manasij, bizantinski letopisec (* okoli 1130)
- Rajmond III., tripolitanski grof, galilejski knez (* 1140)